# Onychognathus
Genre
Le genre Onychognathus regroupe onze espèces de rufipennes, des oiseaux d'Afrique tropicale appartenant à la famille des Sturnidae.

## Liste sous-taxons
D'après la classification de référence (version 2.2, 2009) du Congrès ornithologique international (ordre phylogénique) :
- Onychognathus morio – Rufipenne morio
- Onychognathus tenuirostris – Rufipenne à bec fin
- Onychognathus fulgidus – Rufipenne de forêt
- Onychognathus walleri – Rufipenne de Waller
- Onychognathus blythii – Rufipenne de Blyth
- Onychognathus frater – Rufipenne de Socotra
- Onychognathus tristramii – Rufipenne de Tristram
- Onychognathus nabouroup – Rufipenne nabouroup
- Onychognathus salvadorii – Rufipenne de Salvadori
- Onychognathus albirostris – Rufipenne à bec blanc
- Onychognathus neumanni – Rufipenne de Neumann